# Ратуш (Киевская область)
Ратуш (укр. Ратуш) — село, входит в Володарский район Киевской области Украины.
Население на 2019 год
```
составляет 70 человек. Почтовый индекс — 09300. Телефонный код — 4569. Занимает площадь 0,199 км². Код 
КОАТУУ
 — 3221686002.
```

## Местный совет
09300, Київська обл., Володарський р-н, с.Рачки